# Symbolik
Bei der Verwendung von Symbolen spricht man von Symbolik – insbesondere, wenn etwas als Zeichen verwendet wird, das nicht grundsätzlich ein Zeichen ist. Mit Symbolik kann die Verwendung als Symbol gemeint sein oder die symbolische Bedeutung beziehungsweise das Spektrum der möglichen symbolischen Bedeutungen, der „symbolische Gehalt“.
Symbolik spielt in vielen Bereichen eine große Rolle: unter anderem Religion und Mythologie, Heraldik, Kunst, Dichtung und Psychologie.

## Beispiele
- Die Farbe Schwarz ist normalerweise kein Symbol, etwa bei schwarzer Haarfarbe. Sie kann aber als Symbol verwendet werden, so bei Trauerkleidung. Man spricht dann von der Symbolik der Farbe Schwarz; die Bedeutung „Trauer“ gehört zum symbolischen Gehalt der Farbe Schwarz.
- Der Löwe ist ursprünglich kein Symbol, sondern einfach ein Tier bzw. eine Tierart. Andererseits ist der Löwe als „König der Tiere“ auch ein häufig verwendetes Symbol (siehe Löwen in Religion und Mythologie). Kraft, Macht und Stolz gehören zur Symbolik des Löwen. In der Heraldik ist er das beliebteste Wappentier.

## Symbolik bei Schriftzeichen
Buchstaben als Bausteine der Schrift sind als Zeichen konzipiert und werden regelmäßig als Zeichen verwendet (dasselbe gilt unter anderem für Verkehrszeichen). Man spricht bei solchen Zeichen von Symbolik, wenn sie jenseits ihres gewöhnlichen Zwecks als Symbole verwendet werden. So entstand in verschiedenen Kulturräumen und Religionen eine Buchstabensymbolik. Ein Beispiel sind die griechischen Buchstaben Alpha und Omega, die zusammen ein Symbol für „der Anfang und das Ende“ sowie für Gott und Christus wurden; die Symbolik dieses Buchstabenpaars spiegelt sich noch in der daraus abgeleiteten Redewendung „das A und O“.
Ebenso spricht man bei der Notenschrift in der Musik von Symbolik, wenn Noten oder Notenschlüssel als Symbole für „Musik“ verwendet werden, beispielsweise als Musikzeichen in der Heraldik.

## Symbolgruppen
Häufig wird die Symbolik ganzer Gruppen, Klassen oder Systeme von Symbolen betrachtet, etwa die Symbolik von Farben (Farbsymbolik) und Zahlen (Zahlensymbolik). Tiersymbolik, die Tiere mit bestimmten Eigenschaften in Verbindung bringt, tritt unter anderem in Tierfabeln und in der Bibel auf. Der Hamburger Kunstsammler Ingraban Dietmar Simon veröffentlichte eine Monografie zur Symbolik von Utensilien, die beim Nähen, Stricken und Sticken verwendet werden.
Symbole werden oft für ein bestimmtes Gebiet zusammengestellt, in dem sie verwendet werden oder vorkommen, z. B. Symbole in Märchen (Märchensymbolik). Sie können auch aufgrund einer gemeinsamen Bedeutung gruppiert werden, z. B. verschiedene Symbole für den Tod (Todessymbolik) oder Symbole, die eine Zugehörigkeit zum Anarchismus anzeigen (anarchistische Symbolik).
Die Schoenflies-Symbolik und die Hermann-Mauguin-Symbolik umfassen Symbole zur systematischen Beschreibung von Symmetrien bei Molekülen bzw. Kristallen.